# Yun Suk-young
Yun Suk-young (* 13. Februar 1990 in Suwon) ist ein südkoreanischer Fußballspieler.

## Karriere

### Klub
Nach Stationen in Schulmannschaften wechselte Yun im Dezember 2005 in den Kader der U18 der Chunnam Dragons. Von dort rückte er zum Jahresstart 2009 fest in den Kader der ersten Mannschaft auf. Anfang 2013 wechselte er nach England zu den Queens Park Rangers. Im Oktober des Jahres wurde er dann an die Doncaster Rovers verliehen, wo er aber nur bis zum Ende des Jahres verblieb. Nach seiner Rückkehr verblieb er erst einmal wieder einige Jahre im Kader. Hier bekam er in der Premier League Saison 2014/15 dann auch einiges an Spielpraxis. In der zweiten Saisonhälfte wurde dies aber mehrfach durch Verletzungen verhindert. Nach dem Abstieg bekam er in der Championship nur noch selten Einsatzzeit. Mitte Februar 2016 wurde er weiter zu Charlton Athletic verliehen. Sein Vertrag bei QPR wurde am Ende der Saison 2015/16 schließlich aufgelöst, womit er vertragslos war.
Im September 2016 schloss er sich daraufhin in Dänemark Brøndby IF an. Seine Zeit hier dauerte jedoch nur bis Anfang Januar 2017, als er nach Japan zu Kashiwa Reysol wechselte. Hier war er ununterbrochen bis Sommer 2018 im Kader, wonach er in sein Heimatland zum FC Seoul verliehen wurde. Nach einem halben Jahr endete die Leihe und er wurde im Januar 2019 direkt wieder verliehen, diesmal zum Gangwon FC. Die dritte Leihe fand dann ab Januar 2020 statt, als er sich Busan IPark anschloss. Seit Januar 2021 hat er einen Vertrag beim Gangwon FC.

### Nationalmannschaft
Sein erstes bekanntes Spiel für die südkoreanische Nationalmannschaft absolvierte er am 16. Oktober 2012 bei einer 0:1-Niederlage gegen den Iran während der Qualifikation für die Weltmeisterschaft 2014. Nach weiteren Freundschafts- und einem Qualifikationsspiel wurde er für den Kader bei der Weltmeisterschaft 2014 nominiert und spielte in jedem der Gruppenspiele. Nach diesem Turnier folgten noch ausschließlich weitere Freundschaftsspiele über die nächsten Jahre. Sein letzter Einsatz im Nationaldress war am 11. September 2018 ein 0:0 gegen Chile.
Er war auch Teil der Mannschaft bei den Olympischen Spielen 2012 in London, wo er mit seiner Mannschaft den dritten Platz belegte und er somit eine Bronzemedaille erhielt.